# The Travel Nurse
《The Travel Nurse》是於2022年10月20日至12月8日在朝日電視台「木9」時段播出的電視劇，由岡田將生主演。
2024年10月17日至12月19日續篇第2季於同時段播出。
香港由Viu獨家播出。臺灣由friDay影音、KKTV、HamiVideo、中華電信MOD、MyVideo跟播。

## 登場人物

### 主要人物
- 那須田步〈33→35〉：岡田將生、童年：佐藤遙灯（粵語配音：梁皓翔、童年：鄭家蕙）

擁有執業護士執照的年輕Travel Nurse。在美國歸國，來到「天乃綜合醫療中心」。
第二季「西東京綜合醫院」就任。
- 九鬼靜〈60→62〉：中井貴一（粵語配音：蘇裕邦）

傳奇護理師。與那須田同一時期進入「天乃綜合醫療中心」。
第二季「西東京綜合醫院」就任。

### 天乃綜合醫療中心相關人物（第一季）
- 郡司真都〈33〉：菜菜緒[3]（粵語配音：王綺婷）

外科醫生，對醫院的派系鬥爭和升遷戰爭感到厭倦。
- 天乃隆之介〈63〉：松平健[4]（粵語配音：林敬剛）

院長。
- 西千晶〈58→60〉：淺田美代子[5]（粵語配音：鄭家蕙）

事務長，是天乃隆之介的得力助手。
第二季退休轉職為護士介紹所所長。
- 愛川塔子〈49〉：寺島忍[4]（粵語配音：莊巧兒）

護士部長，用對醫護一腔熱誠的心教導出很多出色的護士。
第二季轉職「西東京綜合醫院」就任護士部長。
- 金谷吉子〈37→39〉：安達祐實[5]（粵語配音：成樂怡）

護士，一個有型且美麗的「職業護士」。
第二季轉職「西東京綜合醫院」擔任護士。
- 向坂麻美〈23〉：恒松祐里[5]（粵語配音：李索真）

護士，一個心地善良的「倒楣護士」。
- 天乃太郎〈30〉：泉澤祐希[5]（粵語配音：黃文軒）

內科醫生。天乃隆之介的兒子。
- 神野博道：六角精兒（粵語配音：李家傑）

被天乃隆之介聘來接替神崎的外科醫生。
- 弘中菫〈27〉：宮本茉由[5]（粵語配音：鄭家蕙）

護士助手。
- 森口福美〈35→37〉：野呂佳代[5]（粵語配音：石梓晴）

護士，喜歡所有美食和街頭小吃。
第二季轉職「西東京綜合醫院」擔任自由護士。
- 神崎弘行〈58〉：柳葉敏郎[4]（粵語配音：陳健豪）

外科部長，被譽為「神之手」的醫生。
- 古谷亘〈45〉：吉田烏龍太[5]（粵語配音：黃尉斯）

外科醫生，後為外科部長代理。
- 新田明〈35〉：前原瑞樹[5]（粵語配音：郭湛深）

外科醫生。

### 西東京綜合醫院相關人物（第二季）
- 藥師丸卓〈38〉：山崎育三郎[6]

院長。
- 中村柚子〈27〉：森田望智[7]

新人護士。
- 朴伊俊〈25〉：金賢栗（Hi-Fi Un!corn）[8]

來自韓國擁有兩年資歷的護士。
- 大田黑勝一：內藤剛志[9]

前院長。
- 神山直彥：風間俊介[9]

外科醫生也是大田黑最優秀的弟子。
- 小山衛：渡邊大知[9]

年輕外科醫生。
- 半田一：松本大輝 (演員)[9]

新手外科醫生。
- 大貫太：槙田雄司[9]

消化系外科醫生。

### 護士宿舍「Nurse House」
- 土井玉子〈50→52〉：池谷伸枝[5]（粵語配音：王綺婷）

宿舍管理員，熱衷於占卜。
第二季轉職成為飯糰店的店員。

### 其他人物
- 三上禮：荒木飛羽（粵語配音：黃尉斯）

癌症末期，懷有導演夢的年輕病患。
- 那須田由香里：西原亞希（粵語配音：李索真）

那須田步的媽媽， 1、3-4、7-8話出場。
- 真都的美容中心朋友：小林涼子 （粵語配音：李索真）
- 真都的皮膚科醫生朋友：白石糸（粵語配音：莊巧兒）
- 真都的眼科醫生朋友：美馬沙亞彌（粵語配音：成樂怡）

### 第1集
- 松子：松本海希（粵語配音：王綺婷）

竹夫的太太。
- 竹夫：藏内秀樹（粵語配音：郭湛深）

松子的丈夫，因吃栗子噎著在巴士上倒地。
- 抱怨醫院食物難食的病人（粵語配音：李家傑）
- 巴士司機：白畑真逸（粵語配音：馮瀚輝）
- 巴士上的男乘客：荒木誠（粵語配音：陳健豪）
- 巴士上的女乘客：羽野敦子（粵語配音：石梓晴）
- 集體辭職的護士：不破りこ、月島光、柊木千愛（粵語配音：李明心、李索真、成樂怡、王綺婷）
- 一村香澄：春木美佐代（粵語配音：石梓晴）

因患病而在醫院等候做手術的病人。
- 一村美里：永井彩加（粵語配音：李明心）

一村香澄的女兒。
- 一之瀨功 ：津田篤宏（粵語配音：李家傑）

被優先安排做手術的人。
- 讓田步擦背的男病人（粵語配音：林敬剛）
- 打電話給真都的護士（粵語配音：李明心）
- 議論神崎的女病人：松山尚子、川島美衣（粵語配音：成樂怡、李索真）
- 負責由香里的醫生（粵語配音：郭湛深、陳健豪）
- 安慰由香里的護士（粵語配音：成樂怡）
- 一之瀨功的秘書（粵語配音：黃文軒）

### 第4集
- 四方田和子：岸本加世子（粵語配音：姜嘉蕾）

末期大腸癌病人。
- 四方田啓介：元之介（粵語配音：郭湛深）

四方田和子的兒子。
- 被九鬼勸服的男病人：矢作マサル（粵語配音：黃尉斯）
- 男病人的伴侶：信川清順（粵語配音：莊巧兒）
- 四方田同室的長髮病人（粵語配音：鄭家蕙）
- 四方田同室的短髮病人（粵語配音：李索真）
- 收下四方田曲奇的男護士（粵語配音：黃尉斯）
- 四方田同室的病人：高田衿奈（粵語配音：李索真）
- 四方田同室病人的兒子：有山實俊（粵語配音：李明心）

### 第5集
- 花崗耕吉：宮川一朗太（粵語配音：郭湛深）

佛羅倫斯集團的秘書。
- 五反田寶山：松尾諭（粵語配音：陳健豪）

經常上電視的講談師，吉子的前夫。
- 路邊招攬客人的男人（粵語配音：郭湛深）
- 俱樂部的媽媽生：髙木直子（粵語配音：鄭家蕙）
- 俱樂部的主人：藤本沙紀（粵語配音：李索真）
- 陪五反田喝酒的白衫女人（粵語配音：石梓晴）
- 陪五反田喝酒的藍衫女人（粵語配音：王綺婷）
- 路上招攬客人的年輕女人（粵語配音：李索真、李明心）

## 製作團隊
- 編劇：中園美保、香坂隆史、山岡真介
- 原案：中園美保（第4話）
- 旁白：遠藤憲一
- 配樂：澤田完
- 主題曲
  - S1 -DISH//《五明後日》（Sony Music Records）[10]
  - S2 -齊藤和義 《泣くなグローリームーン》（SPEEDSTAR RECORDS / Victor Entertainment）[11]
- 導演：金井紘、片山修、山田勇人
- 製作人
  - S1 - 峰島步（朝日電視台）、大垣一穗（THE WORKS）、山田勇人（THE WORKS）、多湖亮太（THE WORKS）
  - S2 - 峰島步（朝日電視台）、秋山貴人（朝日電視台）、大垣一穗（THE WORKS）、山田勇人（THE WORKS）、角田正子（THE WORKS）
- 總製作人：內山聖子（朝日電視台）
- 製作協力：THE WORKS
- 製作：朝日電視台

## 播出日程

### 第一季（2022年）
- 第1話・最終話加長10分鐘（21:00 - 22:04）
- 第3話加長6分鐘（21:00 - 22:00）

| 集數                                                                       | 播出日期        | 副標題 | 日文標題 | 中文標題（Viu）  | 編劇     | 導演     | 收視率 |
| -------------------------------------------------------------------------- | --------------- | ------ | -------- | ---------------- | -------- | -------- | ------ |
| 第1話                                                                      | 2022年 10月20日 |        |          | 回到日本         | 中園美保 | 金井紘   | 11.9%  |
| 第2話                                                                      | 10月27日        |        |          | 美食家醫生與病人 | 中園美保 | 金井紘   | 11.1%  |
| 第3話                                                                      | 11月03日        |        |          | 怪獸病人         | 中園美保 | 片山修   | 12.6%  |
| 第4話                                                                      | 11月10日        |        |          | 再見你一面       | 香坂隆史 | 山田勇人 | 11.3%  |
| 第5話                                                                      | 11月17日        |        |          | 護士的職責       | 中園美保 | 金井紘   | 12.1%  |
| 第6話                                                                      | 11月24日        |        |          | 削減人手         | 中園美保 | 片山修   | 12.3%  |
| 第7話                                                                      | 12月01日        |        |          | 最後的夢想       | 中園美保 | 山田勇人 | 12.6%  |
| 最終話                                                                     | 12月08日        |        |          | 決心             | 中園美保 | 金井紘   | 12.9%  |
| 平均收視率 12.1%（收視率由Video Research調查關東地區、家戶的即時統計資料） |                 |        |          |                  |          |          |        |

### 第二季（2024年）
- 第1話・第8話・最終話加長6分鐘（21:00 - 22:00）
- 第3話因延長轉播『SMBC日本大賽2024 福岡軟銀鷹×橫濱DeNA海灣之星 第5戰』（17:50 - 21:50），延後50分鐘、21時50分 - 22時44分播出[14][15]。
- 11月21日因轉播『2024年世界棒球12強賽 超級循環賽  日本× 美国』（18:30 - 21:54），停止播出一次。

| 集數                                                                       | 播出日期        | 副標題 | 日文標題 | 中文標題 (friDay影音)      | 編劇     | 導演     | 收視率 |
| -------------------------------------------------------------------------- | --------------- | ------ | -------- | -------------------------- | -------- | -------- | ------ |
| 第1話                                                                      | 2024年 10月17日 |        |          | 最強二人組回來了           | 中園美保 | 金井紘   | 11.3%  |
| 第2話                                                                      | 10月24日        |        |          | 工作方式大改革             | 香坂隆史 | 金井紘   | 11.0%  |
| 第3話                                                                      | 10月31日        |        |          | 說謊的患者                 | 香坂隆史 | 片山修   | 11.1%  |
| 第4話                                                                      | 11月07日        |        |          | 計畫好的醫療疏失VS怪物病人 | 香坂隆史 | 片山修   | 11.0%  |
| 第5話                                                                      | 11月14日        |        |          | 6秒後的劇痛                | 香坂隆史 | 山田勇人 | 10.4%  |
| 第6話                                                                      | 11月28日        |        |          | 天才外科醫生的秘密         | 山岡真介 | 金井紘   | 12.1%  |
| 第7話                                                                      | 12月05日        |        |          | 不速之客                   | 香坂隆史 | 金井紘   | 11.1%  |
| 第8話                                                                      | 12月12日        |        |          | 最强護理師組合決裂         | 香坂隆史 | 山田勇人 | 11.1%  |
| 最終話                                                                     | 12月19日        |        |          | 再見!最強二人組            | 香坂隆史 | 金井紘   | 11.8%  |
| 平均收視率 11.2%（收視率由Video Research調查關東地區、家戶的即時統計資料） |                 |        |          |                            |          |          |        |

## 外部連結
- The Travel Nurse - 朝日電視台 （页面存档备份，存于）（日語）
- The Travel Nurse 2 - 朝日電視台 （页面存档备份，存于）（日語）
- The Travel Nurse的X（前Twitter） （日語）
- The Travel Nurse的Instagram帳戶 （日語）

| 日本 朝日電視台 週四晚間九點連續劇    | 日本 朝日電視台 週四晚間九點連續劇              | 日本 朝日電視台 週四晚間九點連續劇  |
| ------------------------------------- | ----------------------------------------------- | ----------------------------------- |
|                                       | The Travel Nurse （2022年10月20日－12月8日）    |                                     |
| 六本木Class （2022年7月7日－9月29日） | 警視廳Outsider （2023年1月5日－3月2日）         |                                     |
| Sky Castle （2024年7月25日－9月26日） | The Travel Nurse 2 （2024年10月17日－12月19日） | 私人銀行家 （2025年1月9日－3月6日） |

| 臺灣 緯來日本台 每週一至五 21:00 - 22:00               | 臺灣 緯來日本台 每週一至五 21:00 - 22:00                                                | 臺灣 緯來日本台 每週一至五 21:00 - 22:00             |
| ------------------------------------------------------ | --------------------------------------------------------------------------------------- | ---------------------------------------------------- |
|                                                        | 王牌護理師 （2022年12月28日－2023年1月9日）                                             |                                                      |
| silent說不出口的愛 （2022年12月13日－12月27日）        | 詐欺獵人 （2023年1月10日－1月20日）                                                     |                                                      |
| 臺灣 緯來日本台 每週一至五 22:00 - 23:00               |                                                                                         |                                                      |
| 正直不動產特別篇 （重播） （2024年11月26日－11月27日） | 王牌護理師 （重播） （2024年11月28日－12月9日）王牌護理師2 （2024年12月10日－12月20日） | 下剋上球兒 （重播） （2024年12月23日－2025年1月6日） |

| 香港 ViuTV 星期二至六（星期一至五深夜） · 2024年5月31日 00:00 - 01:15 · 2024年6月1日 00:00 - 01:00 · 2024年6月4日－2024年6月8日 00:30 - 01:30 · 2024年6月11日 00:30 - 01:45 | 香港 ViuTV 星期二至六（星期一至五深夜） · 2024年5月31日 00:00 - 01:15 · 2024年6月1日 00:00 - 01:00 · 2024年6月4日－2024年6月8日 00:30 - 01:30 · 2024年6月11日 00:30 - 01:45 | 香港 ViuTV 星期二至六（星期一至五深夜） · 2024年5月31日 00:00 - 01:15 · 2024年6月1日 00:00 - 01:00 · 2024年6月4日－2024年6月8日 00:30 - 01:30 · 2024年6月11日 00:30 - 01:45 |
| --- | --- | --- |
| | The Travel Nurse （2024年5月31日－2024年6月11日） | |
| Silent（00:00 - 01:00） （2024年5月16日－2024年5月30日） | 黑色太陽（00:00 - 01:00） （2024年6月12日－2024年7月6日） | |